# Renon (Veyle)
Der Renon ist ein Fluss in Frankreich, der im Département Ain in der Region Auvergne-Rhône-Alpes verläuft. Er entspringt im Gemeindegebiet von Versailleux aus dem See Étang Chapelier, entwässert anfangs durch die seenreiche Naturlandschaft Dombes, hält sich generell Richtung Nordwest bis Nord und mündet nach rund 41 Kilometern im Gemeindegebiet von Vonnas als linker Nebenfluss in einen Seitenarm der Veyle.

## Orte am Fluss
- Versailleux
- Le Plantay
- Marlieux
- Saint-Germain-sur-Renon
- Romans
- Neuville-les-Dames
- Vonnas